# Pragmatika
A pragmatika a jelekkel és jelrendszerekkel foglalkozó koncentrált (több hagyományos ismeretterületet átfogó, illetve azok határain elhelyezkedő) tudomány, a szemiotika egyik ága, mely a jel és jelfelhasználó viszonyát, a jelek kommunikációs folyamatban való használatának kérdéseit vizsgálja. Eme tudományág modern kidolgozásában alapvető szerepe van Charles Sanders Peirce amerikai filozófusnak és matematikusnak. A „pragmatika” fogalmát ő használta először az 1872-ben William James-szel közösen alapított „Metaphysical Club”-ban. A filozófia részeként azonban már az ókorban is sokan foglalkoztak e tudománnyal, többek közt Arisztotelész.
Ha egy jelrendszer által modellezünk egy valóságos jelenséget (jelenségcsoportot), akkor a jelrendszer szintaktikai szabályai adják meg, hogy milyen jeleket használjunk, és ezeket hogyan kombináljuk, a szemantikai szabályok, hogy az egyes egyszerű vagy összetett jeleket hogyan kell értelmezni, hogyan írják le a valóságot, végül a pragmatika annak leírása, hogy a jelrendszer hogyan viszonyul az egyes felhasználókhoz. Például ha a magyar nyelvet mint jelrendszert vesszük, akkor a helyesírási szabályok a szintaktika részei, a szótárak a szemantikáéi. A pragmatika itt például olyan kérdéseket vizsgál, miképp és miért változnak az előbbi szabályok a történelem során, vagy még jellemzőbb példa: miért alkalmazunk tárgyilagosabb, szárazabb lexikonstílust lexikoncikkekben, és érzelmileg telített költői jelzőket költeményekben.
Alapvető kérdései tehát: Hogyan függ a jelek használata, illetve értelmezése a jelfelhasználók bizonyos jellemzőitől (például társadalmi hovatartozásától), állapotától; vagy a kommunikációs folyamat jellemzőitől. Hogyan fejezzük ki magunkat világosan, úgy, hogy mások értsék is, sőt esetleg elismerjék a véleményünket. Gyakori kérdése, miképp lesznek bizonyos jelek, jelvények, szimbólumok manipuláció, propaganda eszközei. Már a kérdésekből is látható, hogy a pragmatikának nagyon szoros kapcsolatai vannak a kommunikációelmélettel, szociológiával, pszichológiával. Vannak kapcsolatai a hermeneutikával is.

## A pragmatika születése
Ugyan maga a pragmatika elnevezés korábban is jelen volt már, első maihoz hasonló értelemben vett használatát általában Charles Morrisnak tulajdonítják, aki úgy határozta meg a tudományágat, mint amelynek feladata a jelek és jelhasználók közötti viszony feltárása. Bár az általa alkalmazott felosztásban helyet kapott a szintaxis és a szemantika mellett mint valamelyest különálló terület, a pragmatika ekkor még a közelében sem állt annak, hogy valóban diszciplináris státussal rendelkezzen, hiszen tényleges pragmatikai elméletek kidolgozásával, illetve a körébe tartozó kutatások folytatásával csak a 20. század közepén kezdtek foglalkozni.
A pragmatika atyjának John L. Austin filozófust szokás tekinteni: a Harvard Egyetemen tartott William James-előadásai során a modern nyelvfilozófiát akarta megteremteni, de egyúttal a nyelvészeti pragmatika alapköveit is sikerült lefektetnie. Ezekben az 1955-ös előadásokban egyik elsődleges célja az volt, hogy megcáfolja az akkoriban elterjedt angolszász analitikus filozófia, az ún. logikai pozitivizmus egyik alaptételét, miszerint a nyelv funkciója elsősorban a valóság leírása, s így minden értelmes mondat igaz vagy hamis állításként értékelhető. (A logikai pozitivisták szerint ez alól csak a kérdő, a felszólító és a felkiáltó mondatok képeztek kivételt.) Ezt a nézetet Austin leíró tévedésnek (descriptive fallacy) nevezte, s előadásaiban ezt a felfogást bírálva hozta létre a beszédaktus-elméletet. Abból indult ki, hogy még a nem kijelentő, felszólító vagy felkiáltó mondatokon kívül is sok olyan mondat van, amelyek nem a valóság leírását, hanem inkább annak megváltoztatását szolgálják. Néhány példa:
- Megparancsolom, hogy hallgass el.
- Megígérem, hogy holnap eljövök.
- Megkeresztellek az Atya, a Fiú és a Szentlélek nevében.

Az ilyen és hasonló mondatokban ugyanis nem a világ állapotát írjuk le, hanem inkább hatunk vagy hatni akarunk rá, s ilyen értelemben a szavak kimondásával egyszersmind egy cselekvést, aktust is végrehajtunk (pl. az előbb felsorolt mondatok közül a harmadikban a keresztelés aktusát, amennyiben az ehhez szükséges feltételek teljesülnek).
A beszédaktus-elmélet volt az első igazán prominens pragmatikai elmélet; ez indította el a diszciplínán belüli kutatásokat és elméleti diskurzusokat. Austin maga is sokszor módosított rajta munkássága során, majd követői is továbbfejlesztették azt. 

## Pragmatikai készség
A szociálpszichológiai elméletek szerint a pragmatikai készség tartalmazza:
- a kérdésre való válaszolni tudást, releváns érvelés
- a párbeszédben, vitában való részvétel képességét azáltal, hogy felváltva beszélgetünk
- a nyelv non-verbális aspektusára való figyelem és reagálás képességét
- a tudatosság képességét, amit a párbeszéd tárgyában kell szerepeltetni, hogy segítse a hallgatót a teljes megértésben
- azok a szavak, kifejezések ismerete és használata, amiket a párbeszéd alatt mondani vagy megválaszolni kell a téma függvényében
- a képességet, hogy megtartsa a témát, vagy udvariasan témát váltson, ha ennek szükségét látja
- a szemkontaktus fenntartásának képességét (nem túl mereven nézni, vagy túlságosan félre nézni)
- azt a képességet, hogy megkülönböztesse, hogyan beszéljen, viselkedjen különböző kommunikációs partnerekkel (formális, vagy informális helyzetben)

## Kapcsolódó cikk
- Vitatípusok